# 赫拉薇丝

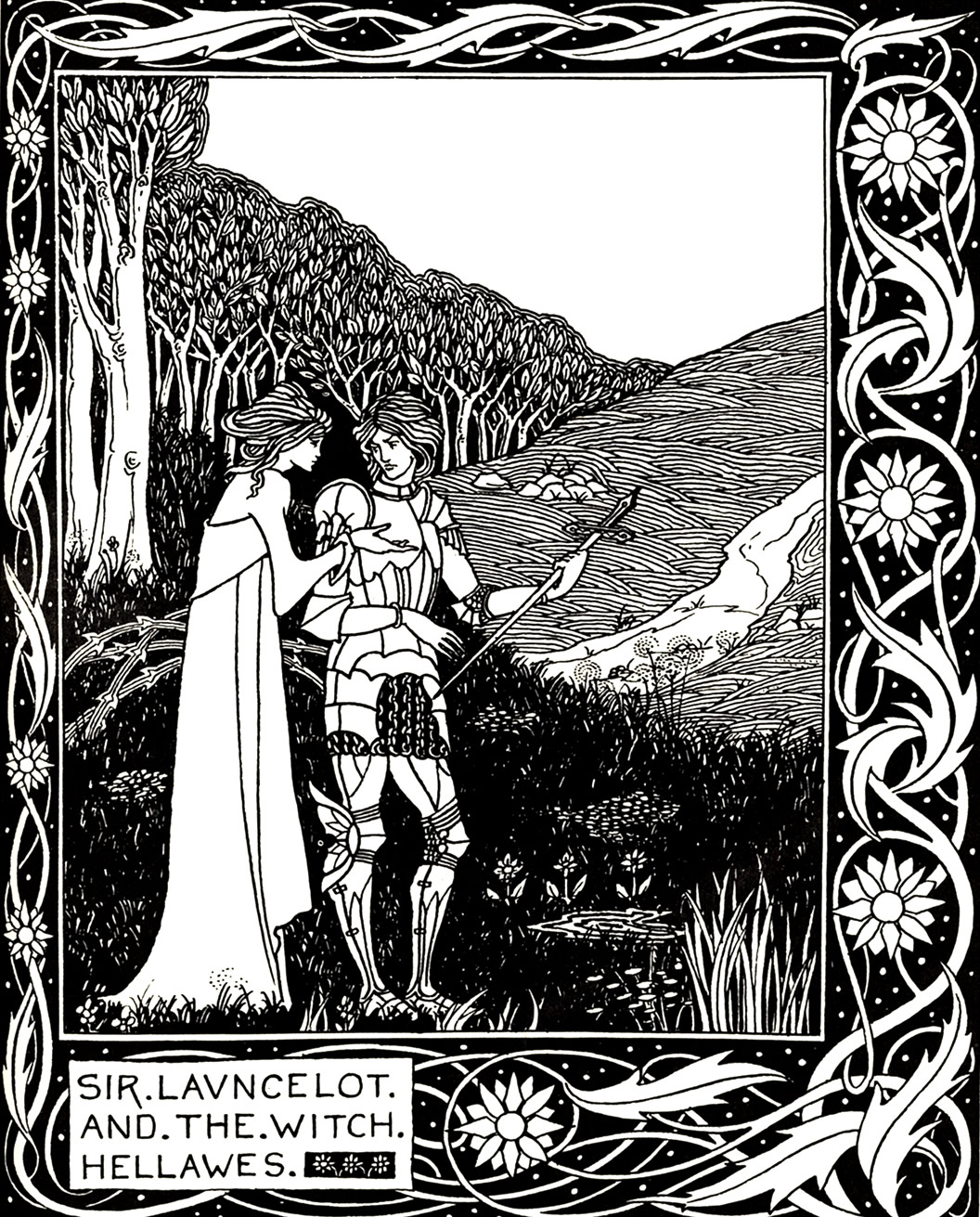
画中描述女巫赫拉薇丝正在向兰斯洛特爵士示爱，并百般纠缠。（比亚兹莱画，1894年）

赫拉薇丝（英語：Hellawes）是亚瑟王传说中登场的女巫之一，她首次出现于托马斯·马洛李（Thomas Malory）所著作的文献《亚瑟之死》中。
赫拉薇丝曾默默地爱慕着高贵的圆桌骑士—兰斯洛特（Lancelot）。后来她连合着摩根勒菲女爵与几个女巫姐妹一起设法把兰斯洛特引诱到她的小教堂里，并使出一切伎俩激发他对她的爱情。但忠诚不屈的兰斯洛特却根本无动于衷，因为在他心中已经早有她人了，那就是亚瑟王的妻子桂妮薇儿（Guinevere）。任凭赫拉薇丝如何百般娇媚，温存款款，甚至施展了魔法，兰斯洛特也始终心如磐石，坐怀不乱。最后绝望的赫拉薇丝因此抑郁而终。